# Alto Piquiri
Alto Piquiri is een gemeente in de Braziliaanse deelstaat Paraná. De gemeente telt 10.406 inwoners (schatting 2009).